# Creu del Pontarró
La Creu Nova, o Creu del Pontarró. és una creu de terme de Corbera de Llobregat (Baix Llobregat) situada a la cruïlla del camí de la Creu Nova i el carrer de la Font del Pontarró (antics camins a Barcelona i a Sant Andreu de la Barca). Està declarada bé cultural d'interès nacional.

## Descripció
Aquesta és una de les poques creus cobertes que tenim documentades en territori català. El que resta del basament forma una protecció de pedra fent un quadre de 4 m². Als tres angles hi ha tres basaments de les columnes de fust octogonal que sostenien la coberta. Al centre hi ha la creu, damunt de tres graons octogonals que sostenen la base motllurada i la base, reconstruïda en diversos moments constructius. Originàriament es pensa que fou monolítica. La creu és tallada en les dues cares i el nus pentagonal, avui unit a la creu amb uns passamans de ferro, que és esculpit amb cinc figures de sants.

## Història
Segons consta a la visita pastoral de 1887, la creu havia estat bastida en aquell indret el 1617 amb motiu d'un guariment miraculós atribuït a Santa Magdalena -per recordar aquest guariment també es va fer l'entrega d'una presentalla a la parròquia de Santa Maria-; posteriorment, possiblement durant el Sexenni Revolucionari (1868-1874), va ser enderrocada, i novament construïda el 1883. En el plànol del baró Manuel Antic i Mora (anterior al 1790) hi ha un dibuix de la creu mancada de coberta (com en l'actualitat). La data cisellada al basament de la creu és 1883 i correspon a l'any de la seva reconstrucció. El nom de Creu Nova el pren com a contraposició a una antiga creu de terme, actualment destruïda, que seria de construcció anterior. Posteriorment a aquesta data patí alguna adversitat, ja que l'escarbotament del floró superior de la creu no es veu en altres fotografies que hem pogut veure anteriors al 1936.